# Nicefora Kalicka
Nicefora Kalicka (ur. 1843 w Warszawie, zm. 8 października 1929) – uczestniczka powstania styczniowego.

## Życiorys
Przed powstaniem styczniowym należała do organizacji konspiracyjnej pod kierunkiem Waszkowskiego. Pracowała w drukarni powstańczej prowadzonej przez ojca, Stanisława Nowakowskiego. Zakład znajdował się przy ul. Nowy Świat 38 w Warszawie. Druk materiałów powstańczych, m.in. ulotek i czasopisma „Niepodległość”, odbywał się w nocy, potajemnie. Nicefora zajmowała się kolportażem bibuły. Przenosiła materiały pod krynoliną. W połowie stycznia 1863 drukarnię skonfiskowano. Rodzice Nicefory i brat zostali zesłani na Syberię i tam zmarli.
W 1924 znalazła się w czwartym wykazie nazwisk weteranów powstania styczniowego jako jedna z pięciu kobiet (oprócz niej na listę wpisano wówczas Michalinę Kwiatkowską, Gryzeldę Malinowską, Wandę Umińską i Lucynę Żukowską).